# Snoop Dogg (What’s My Name Pt. 2)
Snoop Dogg (What’s My Name Pt. 2) – singel amerykańskiego rapera Snoop Dogga, który promował album pt. Tha Last Meal. Jest kontynuacja utworu "What’s My Name?" - Snoopa. Do singla zrealizowano teledysk. Reżyserem został wówczas Chris Robinson. Produkcją utworu zajął się Timbaland.

## Notowania
| Notowanie                                   | Najwyższa pozycja |
| ------------------------------------------- | ----------------- |
| Billboard Hot 100                           | #77               |
| UK Top 75                                   | #13               |
| UK Top 40 R&B                               | #6                |
| Dutch Mega Top 100                          | #48               |
| U.S. Hot R&B/Hip-Hop Singles                | #25               |
| U.S. Rhythmic Top 40                        | #25               |
| U.S. Top Radio & Records Airplay - Urban    | #18               |
| U.S. Top Radio & Records Airplay - Rhythmic | #24               |